# Chorizoporidae
Chorizoporidae zijn een familie van mosdiertjes uit de orde Cheilostomatida en de klasse van de Gymnolaemata.

## Geslachten
- Chorizopora Hincks, 1879
- Costulostega Tilbrook, 2006